# Parc du canyon Lynn

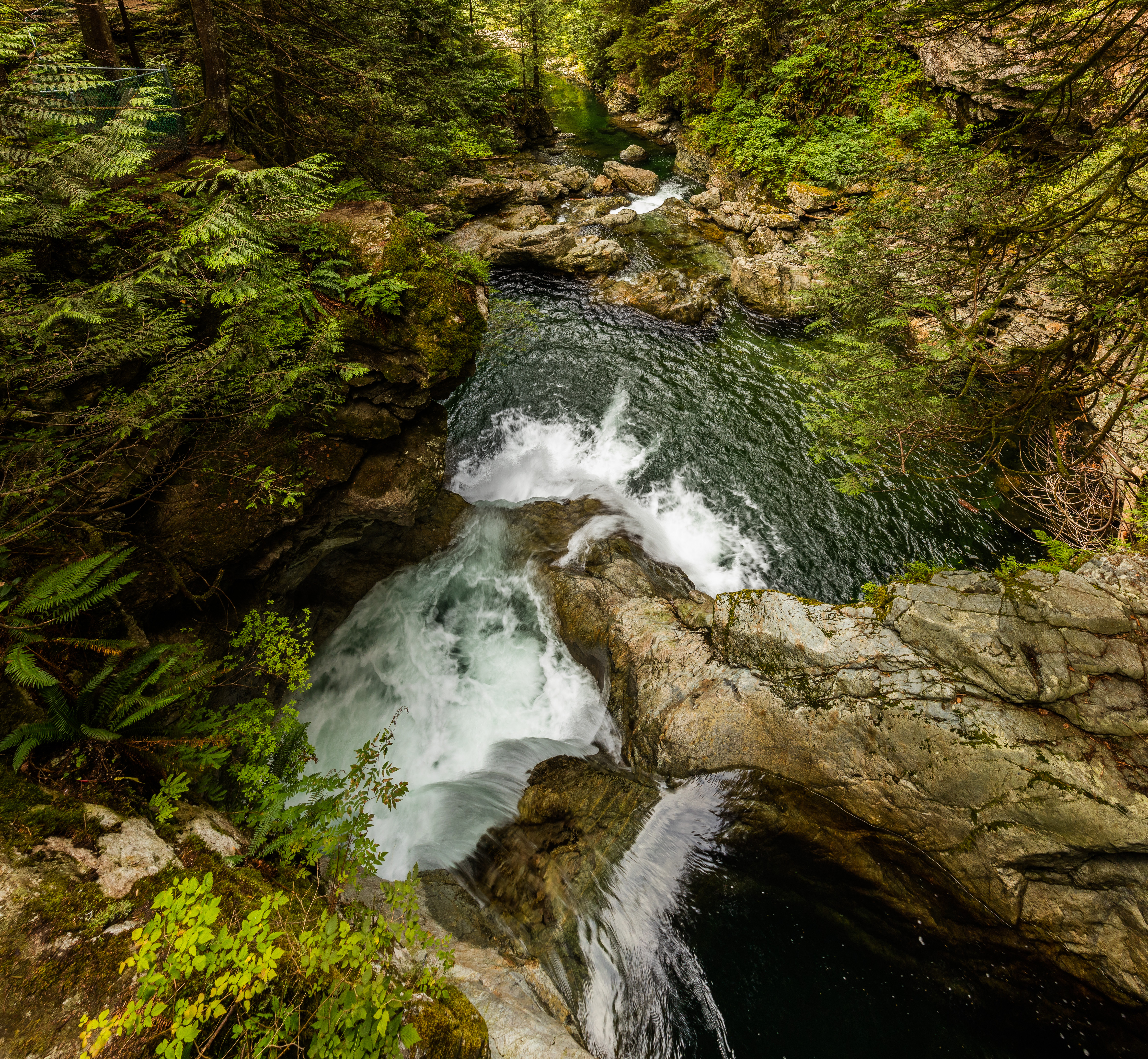
Crique Lynn

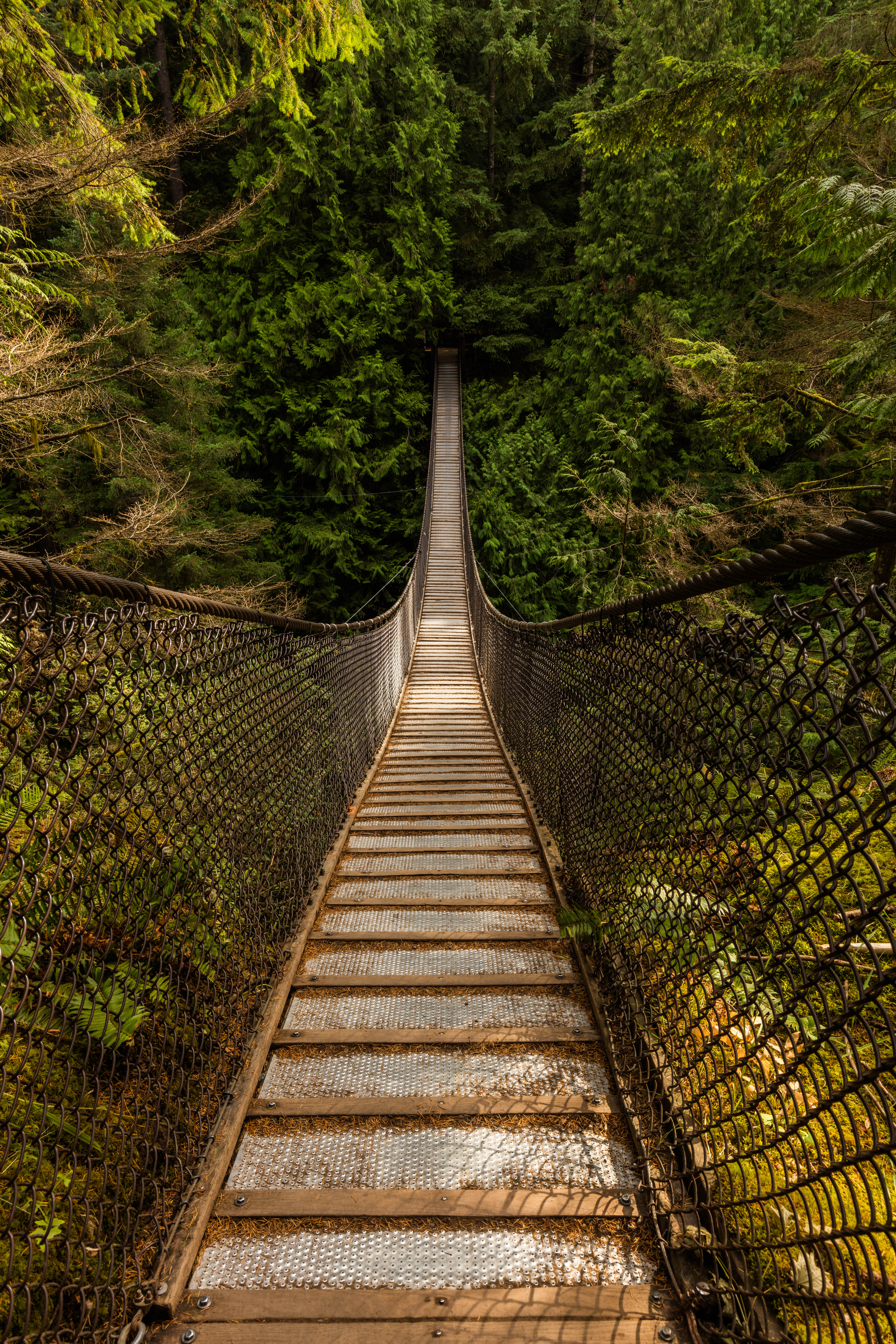
Le pont suspendu au dessus du Canyon. Août 2017.

Le parc du canyon Lynn (en anglais : Lynn Canyon Park) est un parc municipal du district de North Vancouver en Colombie-Britannique au Canada. Lors de son ouverture officielle en 1912, sa taille atteignait 4,9 ha et il couvre maintenant 250 ha. Le parc dispose de nombreuses pistes de randonnée, de longueur et difficulté variables. Le sentier Baden-Powell traverse le parc en franchissant le canyon Lynn grâce à un pont suspendu. En raison de son paysage naturel, de nombreuses séries télévisées comme Stargate SG-1 et Stargate Atlantis l'utilisent comme lieu de tournage.

## Histoire
Le ruisseau Lynn et sa vallée sont nommés d'après le sapeur Jean Linn, un ingénieur royal britannique, a qui l'on a attribué les terres à l'embouchure de la crique en 1871. Le nom de famille Linn étant souvent mal orthographié Linn Creek est devenu Lynn Creek à la fin du XIXe siècle.